# Haï
Pour les articles homonymes, voir Hai.
 (novembre 2023).
Si vous disposez d'ouvrages ou d'articles de référence ou si vous connaissez des sites web de qualité traitant du thème abordé ici, merci de compléter l'article en donnant les références utiles à sa vérifiabilité et en les liant à la section « Notes et références ».

Graphie carrée du Haï.

Haï (ou Hayi) est un mot hébraïque billitère, c'est-à-dire composé de deux lettres, le het (ח) et le youd (י). Il signifie « vivant », est l'un des épithètes traditionnels de Dieu, et ce depuis le Livre de la Genèse (16:7-14), et un cri à la vie ou de ralliement Am Israël Hayi! (עם ישראל חי, « Le peuple d'Israël vit ! »). 
De nombreuses spéculations numérologiques et ésotériques ont été faites sur le Haï dont la valeur numérique est 18. Parmi les plus connues, le Nom de 72 lettres et les 36 Justes cachés. Pour cette raison, 18 est un nombre symbolique dans le judaïsme.

## Prononciation et écriture

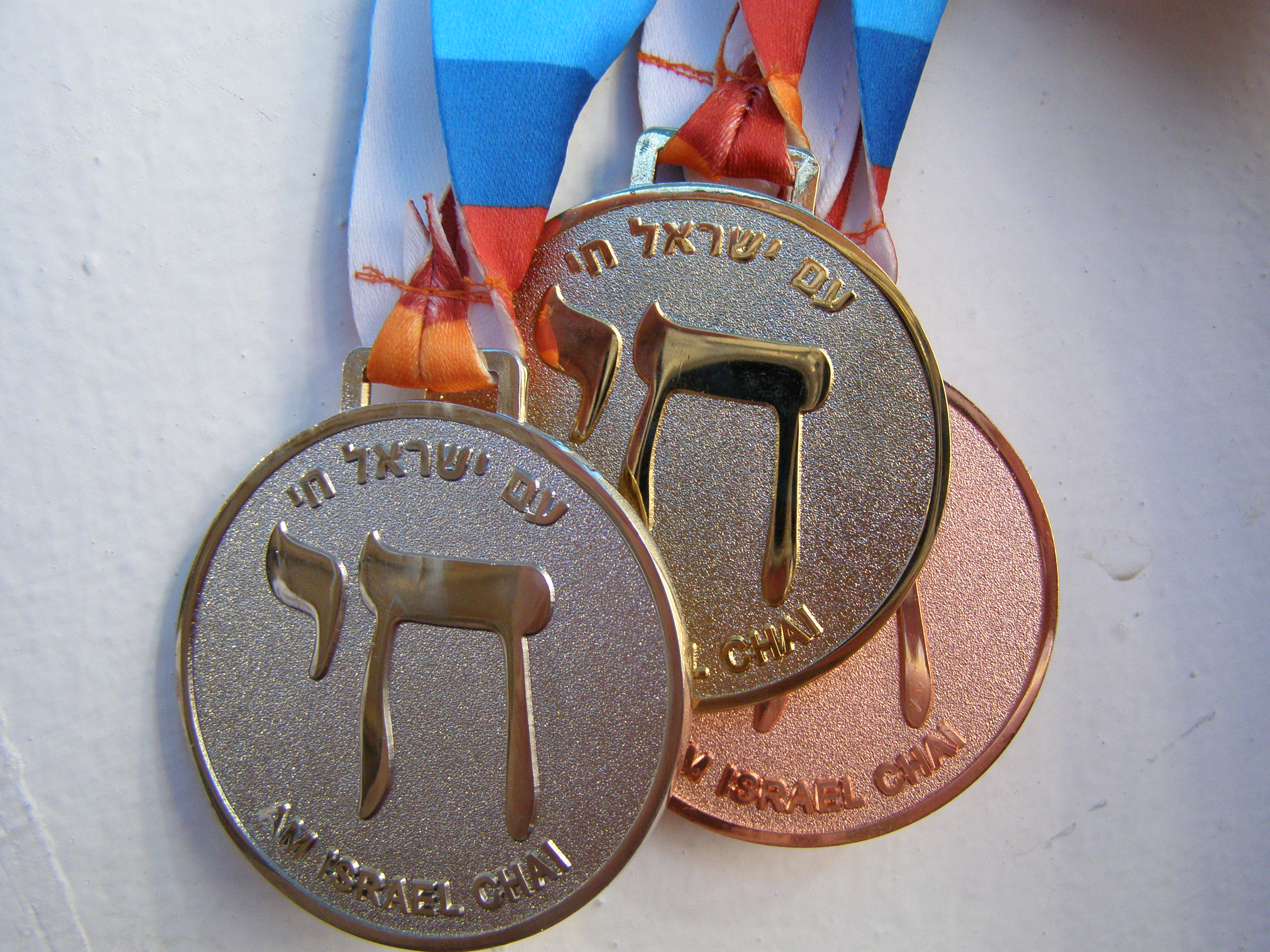
Haï symbole sur les médailles des Maccabiades.

Le Het étant considéré comme l'équivalent du Hêta grec, il est rendu en français par le H, bien qu'il s'agisse d'une consonne fricative pharyngale sourde [ħ], peu courante en français mais plus fréquente dans les langues sémitiques (cf. ḥāʼ ح). Toutefois, sous l'influence européenne, on le prononce souvent comme une consonne fricative vélaire sourde [x] (le Ach allemand, le Loch écossais, etc.). Le youd est l'équivalent du iota, utilisé tantôt comme consonne (y) tantôt comme voyelle (i). La prononciation la plus familière est donc en API [xai], bien que [ħai] soit plus correct.
On peut l'écrire Haï, Hay, Hayi. La transcription anglaise utilisant Chai, il est parfois orthographié Kai par les Black Hebrew Israelites.